# Odense Badgers 2023
Questa voce raccoglie le informazioni riguardanti gli Odense Badgers nelle competizioni ufficiali della stagione 2023.

## 1. division 2023

### Stagione regolare

#### Prima fase
| Odense 22 aprile 2023, ore 14:00 3ª giornata | Odense Badgers | 14 – 7 referto | Ørestaden Spartans | Bolbroparken |

| Kastrup 29 aprile 2023, ore 15:00 4ª giornata | Amager Demons /Slagelse Wolfpack | 26 – 24 referto | Odense Badgers | Bag Amagerhallen |

| Frederikssund 13 maggio 2023, ore 14:00 6ª giornata | Frederikssund Oaks | 34 – 0 referto | Odense Badgers | Frederikssund Idrætsby |

| Næstved 20 maggio 2023, ore 14:00 7ª giornata | Næstved Vikings | 6 – 26 referto | Odense Badgers | Nygårdsvej Idrætsanlæg |

| Odense 3 giugno 2023, ore 14:00 9ª giornata | Odense Badgers | 8 – 26 referto | Herlev Rebels | Bolbroparken |

| Odense 18 giugno 2023, ore 14:00 11ª giornata | Odense Badgers | 20 – 0 referto | Esbjerg Hurricanes | Bolbroparken |

#### Seconda fase
| Odense 12 agosto 2023, ore 14:00 Turno 1 | Odense Badgers | 0 – 37 referto | Frederikssund Oaks | Bolbroparken |

| Herlev 26 agosto 2023, ore 14:00 Turno 3 | Herlev Rebels | 41 – 0 referto | Odense Badgers | Kildegårdsskolen |

### Playoff
| Herlev 23 settembre 2023, ore 14:00 Semifinale | Herlev Rebels | 41 – 14 referto | Odense Badgers | Kildegårdsskolen |

## Statistiche di squadra
| Competizione      | %Vittorie | In casa | In casa | In casa | In casa | In casa | In casa | In trasferta | In trasferta | In trasferta | In trasferta | In trasferta | In trasferta | Totale | Totale | Totale | Totale | Totale | Totale |
| Competizione      | %Vittorie | G       | V       | N       | P       | Pf      | Ps      | G            | V            | N            | P            | Pf           | Ps           | G      | V      | N      | P      | Pf     | Ps     |
| ----------------- | --------- | ------- | ------- | ------- | ------- | ------- | ------- | ------------ | ------------ | ------------ | ------------ | ------------ | ------------ | ------ | ------ | ------ | ------ | ------ | ------ |
| Stagione regolare | .375      | 4       | 2       | 0       | 2       | 42      | 70      | 4            | 1            | 0            | 3            | 50           | 107          | 8      | 3      | 0      | 5      | 92     | 177    |
| Playoff           | .000      | 0       | 0       | 0       | 0       | 0       | 0       | 1            | 0            | 0            | 1            | 14           | 41           | 1      | 0      | 0      | 1      | 14     | 41     |
| Totale            | .333      | 4       | 2       | 0       | 2       | 42      | 70      | 5            | 1            | 0            | 4            | 64           | 148          | 9      | 3      | 0      | 6      | 106    | 218    |